# Warm Springs (Oregon)
Warm Springs é uma Região censo-designada localizada no estado norte-americano de Oregon, no Condado de Jefferson.

## Demografia
Segundo o censo norte-americano de 2000, a sua população era de 2431 habitantes.

## Geografia
De acordo com o United States Census Bureau tem uma área de
110,6 km², dos quais 110,1 km² cobertos por terra e 0,5 km² cobertos por água. Warm Springs localiza-se a aproximadamente 469 m acima do nível do mar.

## Localidades na vizinhança
O diagrama seguinte representa as localidades num raio de 40 km ao redor de Warm Springs.